# Rörby
Rörby är en tidigare småort i Ekerö kommun i Stockholms län. Rörby ligger väster om Drottningholm på Lovön i Lovö socken.
Småorten existerade vid SCB:s avgränsning år 1990. Sedan år 1995 har dock befolkningen i området varit färre än 50 personer och SCB avgränsar därför inte längre någon småort här. Däremot avgränsar SCB ett arbetsplatsområde utanför tätort kallat Rörby FRA (kod A0080). Detta har en areal om 15 hektar och ett arbetsställe med 500-999 sysselsatta. 